# Грейвзенд Юнайтед
Грейвзенд Юнайтед (англ. Gravesend United Football Club) — бывший футбольный клуб, базировавшийся в Грейвзенде (графство Кент, Великобритания). Клуб был основан в 1893 году и играл на стадионе Оверклифф-Граунд.
Клуб был одним из основателей Кентской лиги в 1894—1895 годах, а затем перешел в Южную лигу в 1896—1897 годах. В 1901—1902 годах он вновь присоединился к Кентской лиге на один сезон.
В сезонах 1905—1906 и 1913—1914 годов клуб был членом Кентской лиги. В 1932 году она была реформирована и присоединила Любительскую лигу Кента, ныне Лига графства Кент. В 1933—1935 годах команда играла в Кентской лиге, а затем вернулась в Кентскую любительскую лигу, которую выиграла в сезоне 1935—1936 годов. Во время войны команда два сезона играла в Юго-Восточной комбинации. В последние два сезона клуб снова играл в Кентской лиге до её реформирования в 1946 году.
В 1946 году клуб объединился с «Нортфлит Юнайтед», образовав клуб «Грейвзенд и Нортфлит», который сейчас известен как «Эббсфлит Юнайтед».
Клуб выиграл Кубок Кента в 1898 и 1900 годах и был финалистом в 1913 и 1944 годах.
Цветами «Грейвзенд Юнайтед» были красная и зелёная полоски и белые шорты.